# بورس (باد كاليه)
بورس، باد كاليه (بالفرنسية: Bours, Pas-de-Calais)‏ هي بلدية تقع في إقليم باد كاليه من منطقة نور با دو كاليه في شمال فرنسا. تبلغ مساحة هذه المدينة 11.84 (كم²)، وترتفع عن سطح البحر 171 م، يبلغ عدد سكانها 571 نسمة حسب إحصاء المعهد الوطني للإحصاء والدراسات الاقتصادية سنة 2009 م. وترأس Bernadette Noe البلدية خلال فترة (2008-2014).